# Melpomene (planetoïde)
(18) Melpomene is een planetoïde in de belangrijkste planetoïdengordel van het zonnestelsel, tussen de banen van de planeten Mars en Jupiter. Melpomene heeft een diameter van gemiddeld ongeveer 140 km en draait in 3,48 jaar om de zon, in een sterk ellipsvormige baan. Vanaf de aarde gezien kan de planetoïde de magnitude +7,5 bereiken tijdens gunstige opposities.

## Ontdekking en naam
Melpomene werd op 24 juni 1852 ontdekt door de Engelse sterrenkundige John Russell Hind. Hind had eerder de planetoïden (7) Iris, (8) Flora, (12) Victoria en (14) Irene ontdekt en zou nog vijf andere planetoïden ontdekken, waarvan drie in hetzelfde jaar ((19) Fortuna, (22) Kalliope en (23) Thalia).
Melpomene is genoemd naar Melpomene, in de Griekse mythologie de muze van de tragedie.

## Eigenschappen
Melpomene is een S-type planetoïde, wat betekent dat ze een helder oppervlak heeft en voornamelijk uit silicaten en nikkelijzer bestaat. Tijdens een sterbedekking in 1978 stelde men vast dat de planetoïde een maantje moest hebben van ongeveer 37 km groot, maar tijdens latere waarnemingen door de Hubble Space Telescope konden geen manen worden gevonden.